# A Ferencvárosi TC 2007–2008-as szezonja
A Ferencvárosi TC 2007–2008-as szezonja szócikk a Ferencvárosi TC első számú férfi labdarúgócsapatának egy idényéről szól. A csapat ebben az idényben az NB II Keleti csoportjában szerepelt, ahol összességében és sorozatban is másodszor vett részt. A csoport 3. helyén végzett és így nem jutott vissza az NB I-be. A klub fennállásának ekkor volt a 109. évfordulója.

## Mérkőzések
| Színmagyarázat | Színmagyarázat |
| -------------- | -------------- |
|                | Győzelem.      |
|                | Döntetlen.     |
|                | Vereség.       |

### Nyári felkészülési mérkőzések
| 2007. július 14. |

| ESMTK | 0 – 4               | Ferencváros                                 |
| ----- | ------------------- | ------------------------------------------- |
|       | (0 – 2) Jegyzőkönyv | Lipcsei 7' Bartha 45' Buz 77' Zsivóczky 85' |

| Pestszenterzsébet |

- Az ESMTK ezzel a találkozóval ünnepelte 100 éves fennállását.

| 2007. július 18. |

| Ferencváros   | 1 – 0               | FK Raca |
| ------------- | ------------------- | ------- |
| Jovánczai 77' | (0 – 0) Jegyzőkönyv |         |

| Üllői út, Budapest Nézőszám: 400 |

| 2007. július 28. |

| Ferencváros                              | 3 – 1               | FC Bihor |
| ---------------------------------------- | ------------------- | -------- |
| Ndjodo 9' Lipcsei 32' Brettschneider 87' | (2 – 0) Jegyzőkönyv | Mihu 64' |

| Üllői út, Budapest Nézőszám: 500 |

### Téli felkészülési mérkőzések
| 2008. január 30. |

| Artmedia Bratislava | 2 – 0               | Ferencváros |
| ------------------- | ------------------- | ----------- |
|                     | (0 – 0) Jegyzőkönyv |             |

| Dunaszerdahely Nézőszám: 1 500 |

- A játék eldurvulása miatt a játékvezető előbb lefújta a találkozót.

| 2008. február 5. |

| Ferencváros         | 2 – 0               | AC Nitra |
| ------------------- | ------------------- | -------- |
| Deme 51' Bartha 56' | (0 – 0) Jegyzőkönyv |          |

| Budafok |

### Nemzetközi barátságos mérkőzés
| 2008. március 25. |

| Ferencváros | 0 – 1               | Sheffield United |
| ----------- | ------------------- | ---------------- |
|             | (0 – 1) Jegyzőkönyv | Abdi 10'         |

| Albert Flórián Stadion, Budapest |

### NB II Keleti csoport

#### Őszi fordulók
| 1. forduló 2007. augusztus 11. 19:00 |

| Ferencváros                                                 | 2 – 0               | BKV Előre              |
| ----------------------------------------------------------- | ------------------- | ---------------------- |
| Lipcsei 90+1' Ndjodo 90+4' Nagy 77' Mátyus 87' Dragóner 90' | (0 – 0) Jegyzőkönyv | Varga 29' Mohácsik 55' |

| Üllői út, Budapest Nézőszám: 8 000 Játékvezető: Bognár Tamás (magyar) |

| 2. forduló 2007. augusztus 18. 17:30 |

| Kazincbarcikai SC | 2 – 2               | Ferencváros                      |
| ----------------- | ------------------- | -------------------------------- |
| Elek 57' Deák 68' | (0 – 1) Jegyzőkönyv | Lipcsei 22' Horváth 65' Nagy 75' |

| Pete András Stadion, Kazincbarcika Nézőszám: 3 500 Játékvezető: Solymosi Péter (magyar) |

| 3. forduló 2007. augusztus 25. 19:00 |

| Ferencváros                                   | 2 – 2               | Vecsési FC                                                                |
| --------------------------------------------- | ------------------- | ------------------------------------------------------------------------- |
| Ndjodo 25' Dragóner 33' Vincze 67' Bartha 89' | (2 – 1) Jegyzőkönyv | Lukács 31' Czipper 58' 18' Kiskapusi 40' Dévai 52' Hungler 65' Faragó 88' |

| Üllői út, Budapest Nézőszám: 5 000 Játékvezető: Pánczél Krisztián (magyar) |

| 4. forduló 2007. szeptember 1. 16:30 |

| Vác                                | 0 – 2               | Ferencváros            |
| ---------------------------------- | ------------------- | ---------------------- |
| Lettrich 20' Gáspár 30' Udvari 40' | (0 – 1) Jegyzőkönyv | Mátyus 29' Lipcsei 82' |

| Ligeti Stadion, Vác Nézőszám: 3 000 Játékvezető: Iványi Zoltán (magyar) |

| 5. forduló 2007. szeptember 8. 20:30 |

| Ferencváros               | 1 – 2               | Szolnoki MÁV                                        |
| ------------------------- | ------------------- | --------------------------------------------------- |
| Mátyus 58' 44' Bartha 78' | (0 – 2) Jegyzőkönyv | Bogdán 41' Remili 43' Nagy 59' Antal 66' Farkas 75' |

| Üllői út, Budapest Nézőszám: 3 500 Játékvezető: Kiss Norbert (magyar) |

| 6. forduló 2007. szeptember 15. 16:30 |

| Orosháza FC                                         | 3 – 3               | Ferencváros               |
| --------------------------------------------------- | ------------------- | ------------------------- |
| Petneházi 42' Buza 56' 56' Szeverényi 89' Szabó 79' | (1 – 2) Jegyzőkönyv | Mátyus 38' Ndjodo 43' 80' |

| Mátrai Sándor Stadion, Orosháza Nézőszám: 3 000 Játékvezető: Arany Tamás (magyar) |

| 7. forduló 2007. szeptember 22. 17:30 |

| Ferencváros    | 1 – 1               | Makó FC            |
| -------------- | ------------------- | ------------------ |
| Ndjodo 45' 56' | (1 – 1) Jegyzőkönyv | Gévay 4' Varga 54' |

| Üllői út, Budapest Nézőszám: 3 500 Játékvezető: Nagy Róbert (magyar) |

| 8. forduló 2007. szeptember 30. 16:00 |

| Bőcs KSC                                     | 3 – 3               | Ferencváros                        |
| -------------------------------------------- | ------------------- | ---------------------------------- |
| Urbin 43' 49' Török 84' Jeney 27' Gaál 90+3' | (1 – 1) Jegyzőkönyv | Ndjodo 42' 55' 90+2′ Zsivóczky 61' |

| Szabadság utcai Stadion, Bőcs Nézőszám: 1 500 Játékvezető: Sápi Csaba (magyar) |

| 9. forduló 2007. október 6. 16:30 |

| Ferencváros                              | 3 – 0               | Mezőkövesd-Zsóry SE                                 |
| ---------------------------------------- | ------------------- | --------------------------------------------------- |
| Deme 25' Vincze 68' Bartha 83' Lazić 86' | (1 – 0) Jegyzőkönyv | Olasz 63′ Busai 68' Ragó 76' Pázsit 77' Bogdány 90' |

| Üllői út, Budapest Nézőszám: 2 500 Játékvezető: Németh Ádám (magyar) |

| 10. forduló 2007. október 13. 13:00 |

| Kecskeméti TE                                                             | 4 – 0               | Ferencváros                                           |
| ------------------------------------------------------------------------- | ------------------- | ----------------------------------------------------- |
| Kormos 27' Yannick 45' 63' Kopunović 78' Balázs 24' Gyagya 48' Lovrić 79' | (2 – 0) Jegyzőkönyv | Vasas 17' Bartha 33' Vincze 62′ Lazić 68' Lipcsei 82' |

| Széktói Stadion, Kecskemét Nézőszám: 4 000 Játékvezető: Bede Ferenc (magyar) |

| 11. forduló 2007. október 20. 18:00 |

| Ferencváros             | 2 – 0               | Tuzsér SE                            |
| ----------------------- | ------------------- | ------------------------------------ |
| Ndjodo 14' Dragóner 82' | (1 – 0) Jegyzőkönyv | Milka 17' Simon 34' Ur 69' Dancs 83' |

| Üllői út, Budapest Nézőszám: 2 500 Játékvezető: Király Krisztián (magyar) |

| 12. forduló 2007. október 27. 13:00 |

| Tököl | 0 – 4               | Ferencváros                                    |
| ----- | ------------------- | ---------------------------------------------- |
|       | (0 – 3) Jegyzőkönyv | Brettschneider 11' 26' Lipcsei 33' Horváth 51' |

| Tököl Nézőszám: 2 500 Játékvezető: Iványi Zoltán (magyar) |

| 13. forduló 2007. november 3. 15:00 |

| Ferencváros        | 1 – 0               | Jászberény           |
| ------------------ | ------------------- | -------------------- |
| Brettschneider 58' | (0 – 0) Jegyzőkönyv | Szűcs 57' Majzik 65' |

| Üllői út, Budapest Nézőszám: 4 000 Játékvezető: Oláh Gábor (magyar) |

| 14. forduló 2007. november 10. 13:30 |

| Ceglédi VSE                                   | 0 – 1               | Ferencváros                     |
| --------------------------------------------- | ------------------- | ------------------------------- |
| Nagy 52' Szepes 59' Medgyesi 87' Kenderes 90' | (0 – 1) Jegyzőkönyv | Ndjodo 3' Vasas 71' Lipcsei 89' |

| CVSE Malomtó széli sporttelep, Cegléd Nézőszám: 2 500 Játékvezető: Szabó Zsolt (magyar) |

| 15. forduló 2007. november 19. 18:00 |

| Ferencváros                           | 2 – 0               | Baktalórántháza VSE             |
| ------------------------------------- | ------------------- | ------------------------------- |
| Lipcsei 23' 51' Kulcsár 71' Vasas 64' | (1 – 0) Jegyzőkönyv | Kozma 56' Czerula 60' Kozma 88' |

| Üllői út, Budapest Nézőszám: 3 000 Játékvezető: Sulyok Gergely (magyar) |

#### Tavaszi fordulók
| 16. forduló 2008. március 2. 14:30 |

| BKV Előre                                              | 3 – 4               | Ferencváros                                                                     |
| ------------------------------------------------------ | ------------------- | ------------------------------------------------------------------------------- |
| Hammer 3' Páles 55' 25' Török 65' Benke 43' Béress 75' | (1 – 1) Jegyzőkönyv | Ndjodo 31' 87' Mátyus 70' Bartha 82' Deme 9' Csiszár 33' Fülöp 65′ Dragóner 73' |

| Sport utcai stadion, Budapest Nézőszám: 1 500 Játékvezető: Veizer Roland (magyar) |

| 17. forduló 2008. március 8. 18:00 |

| Ferencváros                                   | 4 – 0               | Kazincbarcikai SC |
| --------------------------------------------- | ------------------- | ----------------- |
| Dragóner 33' Shaw 75' 81' Bartha 88' Deme 36' | (1 – 0) Jegyzőkönyv | Nagy 59'          |

| Albert Flórián Stadion, Budapest Nézőszám: 12 000 Játékvezető: Arany Tamás (magyar) |

| 18. forduló 2008. március 15. 14:30 |

| Vecsési FC                 | 1 – 2               | Ferencváros     |
| -------------------------- | ------------------- | --------------- |
| Menyhárt 28' Kiskapusi 30' | (1 – 1) Jegyzőkönyv | Lipcsei 13' 51' |

| Budai II László Stadion Nézőszám: 6 000 Játékvezető: Iványi Zoltán (magyar) |

| 19. forduló 2008. március 21. 17:30 |

| Ferencváros          | 1 – 0               | Vác      |
| -------------------- | ------------------- | -------- |
| Shaw 30' Kulcsár 70' | (1 – 0) Jegyzőkönyv | Laki 54' |

| Albert Flórián Stadion, Budapest Nézőszám: 8 000 Játékvezető: Bognár Tamás (magyar) |

| 20. forduló 2008. március 30. 13:00 |

| Szolnoki MÁV                  | 2 – 1               | Ferencváros                                  |
| ----------------------------- | ------------------- | -------------------------------------------- |
| Gohér 45' Kiss 81' Remili 85' | (1 – 0) Jegyzőkönyv | Ndjodo 76' Mátyus 27' Kulcsár 37' Moussa 59' |

| Tiszaligeti stadion, Szolnok Nézőszám: 8 000 Játékvezető: Bede Ferenc (magyar) |

| 21. forduló 2008. április 5. 18:00 |

| Ferencváros                                                        | 2 – 2               | Orosháza FC                                                       |
| ------------------------------------------------------------------ | ------------------- | ----------------------------------------------------------------- |
| Shaw 7' Lipcsei 45' Ndjodo 40' Deme 63' Holczer 69′ Dragóner 90+2' | (2 – 1) Jegyzőkönyv | Lupsa 21' 45' Lengyel 51' 51' Petneházi 44' Gácsi 72′ Kerekes 78' |

| Albert Flórián Stadion, Budapest Nézőszám: 4 500 Játékvezető: Király Krisztián (magyar) |

| 22. forduló 2008. április 13. 15:00 |

| Makó FC                      | 2 – 2               | Ferencváros                         |
| ---------------------------- | ------------------- | ----------------------------------- |
| Maróti 42' Szamosszegi 90+2' | (1 – 1) Jegyzőkönyv | Kulcsár 19' Lipcsei 74' Tidiane 62' |

| Erdei Ferenc tér 7., Makó Nézőszám: 3 500 Játékvezető: Fábián Mihály (magyar) |

| 23. forduló 2008. április 19. 18:00 |

| Ferencváros                       | 1 – 0               | Bőcs KSC              |
| --------------------------------- | ------------------- | --------------------- |
| Ndjodo 37' Kulcsár 19' Moussa 80' | (1 – 0) Jegyzőkönyv | Molnár 62' Mező 90+1′ |

| Albert Flórián Stadion, Budapest Nézőszám: 3 500 Játékvezető: Erdős József (magyar) |

| 24. forduló 2008. április 27. 17:00 |

| Mezőkövesd-Zsóry SE  | 0 – 3               | Ferencváros                                                        |
| -------------------- | ------------------- | ------------------------------------------------------------------ |
| Ristić 61′ Gabor 70' | (0 – 0) Jegyzőkönyv | Toplenszki 72' Lipcsei 87' 90' Dragóner 38' Lisztes 74' Szalai 90' |

| Városi stadion (Mezőkövesd), Mezőkövesd Nézőszám: 3 000 Játékvezető: Hegedűs Attila (magyar) |

| 25. forduló 2008. május 1. 18:00 |

| Ferencváros               | 1 – 2               | Kecskeméti TE              |
| ------------------------- | ------------------- | -------------------------- |
| Ndjodo 51' Dragóner 90+1′ | (0 – 0) Jegyzőkönyv | Montvai 47' 73' Gyagya 79' |

| Albert Flórián Stadion, Budapest Nézőszám: 10 000 Játékvezető: Kassai Viktor (magyar) |

| 26. forduló 2008. május 4. 13:30 |

| Tuzsér SE                               | 2 – 3               | Ferencváros                                                                         |
| --------------------------------------- | ------------------- | ----------------------------------------------------------------------------------- |
| Ur 37' 39' 39' Szilágyi 73' Gergely 89' | (2 – 1) Jegyzőkönyv | Fitos 16' Szalai 53' Mátyus 80' Ndjodo 24' Deme 42' Fülöp 57' Lisztes 81' Vasas 89′ |

| Tuzsér Játékvezető: Nagy Róbert (magyar) |

| 27. forduló 2008. május 10. 19:00 |

| Ferencváros | 1 – 1               | Tököl        |
| ----------- | ------------------- | ------------ |
| Shaw 90'    | (0 – 0) Jegyzőkönyv | Kurucsai 52' |

| Albert Flórián Stadion, Budapest Nézőszám: 3 500 Játékvezető: Király Krisztián (magyar) |

| 28. forduló 2008. május 18. 12:45 |

| Jászberény | 0 – 3               | Ferencváros                         |
| ---------- | ------------------- | ----------------------------------- |
|            | (0 – 2) Jegyzőkönyv | Vincze 10' Lipcsei 44' Dragóner 72' |

| Jászberény Nézőszám: 700 Játékvezető: Varga László (magyar) |

| 29. forduló 2008. május 24. 15:00 |

| Ferencváros                                            | 4 – 2               | Ceglédi VSE                    |
| ------------------------------------------------------ | ------------------- | ------------------------------ |
| Shaw 31' 72' Kourouma 42' 21' Dragóner 83' Csiszár 90' | (2 – 1) Jegyzőkönyv | Medgyesi 10' Nagy 75' Kiri 21' |

| Albert Flórián Stadion, Budapest Nézőszám: 1 000 Játékvezető: Fábián Mihály (magyar) |

| 30. forduló 2008. június 1. 16:00 |

| Baktalórántháza VSE                                                | 1 – 2               | Ferencváros                          |
| ------------------------------------------------------------------ | ------------------- | ------------------------------------ |
| Saliga 36' Bodnár 12′ Rákóczi 15' Kozma 40' Sándor 67' Illés 90+1' | (1 – 0) Jegyzőkönyv | Kourouma 63' 40' Shaw 90' Vincze 25' |

| Baktalórántháza Nézőszám: 2 000 Játékvezető: Andó-Szabó Sándor (magyar) |

#### Végeredmény
| #   | Csapat               | M  | GY | D  | V  | G+ – G– | GK  | P  | Megjegyzések                                           |
| --- | -------------------- | -- | -- | -- | -- | ------- | --- | -- | ------------------------------------------------------ |
| 1.  | Kecskeméti TE        | 30 | 24 | 3  | 3  | 74–23   | +51 | 75 | 2008–2009-es magyar labdarúgó-bajnokság (első osztály) |
| 2.  | Szolnoki MÁV         | 30 | 20 | 3  | 7  | 52–29   | +23 | 63 |                                                        |
| 3.  | Ferencváros          | 30 | 18 | 8  | 4  | 63–35   | +28 | 62 |                                                        |
| 4.  | Makó FC              | 30 | 13 | 11 | 6  | 52–34   | +18 | 50 |                                                        |
| 5.  | Vác                  | 30 | 13 | 6  | 11 | 57–45   | +12 | 45 |                                                        |
| 6.  | Vecsési FC           | 30 | 12 | 9  | 9  | 43–42   | +1  | 45 |                                                        |
| 7.  | Kazincbarcikai SC    | 30 | 11 | 11 | 8  | 43–41   | +2  | 44 |                                                        |
| 8.  | Bőcs KSC             | 30 | 11 | 9  | 10 | 47–42   | +5  | 42 |                                                        |
| 9.  | Jászberényi SE Vasas | 30 | 9  | 9  | 12 | 28–36   | −8  | 36 |                                                        |
| 10. | Ceglédi VSE          | 30 | 10 | 5  | 15 | 33–53   | −20 | 35 |                                                        |
| 11. | Baktalórántháza VSE  | 30 | 8  | 10 | 12 | 31–43   | −12 | 34 |                                                        |
| 12. | Tököl KSK            | 30 | 9  | 5  | 16 | 28–52   | −24 | 32 |                                                        |
| 13. | BKV Előre            | 30 | 8  | 5  | 17 | 43–49   | −6  | 29 |                                                        |
| 14. | Orosháza FC          | 30 | 7  | 8  | 15 | 41–56   | −15 | 29 | NB III                                                 |
| 15. | Tuzsér SE            | 30 | 6  | 5  | 19 | 29–59   | −30 | 23 | NB III                                                 |
| 16. | Mezőkövesd-Zsóry SE  | 30 | 4  | 7  | 19 | 26–51   | −25 | 19 | NB III                                                 |

Utolsó frissítés: 2012. október 6. 
Forrás: MLSZ 
A rangsorolás alapszabályai: 1. összpontszám, 2. győzelmek száma, 3. egymás elleni eredmények összpontszáma,  4. egymás elleni eredmények gólkülönbsége, 5. egymás elleni eredmények szerzett góljainak száma 6. gólkülönbség, 7. szerzett gólok száma.
(B): Bajnokcsapat, (K): Kieső csapat, (F): Feljutó csapat, (I): Kupainduló, (R): A rájátszás győztese, (KGY): Kupagyőztes

#### Eredmények összesítése
Az alábbi táblázatban összesítve szerepelnek a Ferencvárosi TC 2007/08-as bajnokságban elért eredményei.
| Ősz/tavasz (forduló)    | Otthon | Otthon | Otthon | Otthon | Otthon | Otthon | Otthon | Idegenben | Idegenben | Idegenben | Idegenben | Idegenben | Idegenben | Idegenben |
| Ősz/tavasz (forduló)    | M      | GY     | D      | V      | LG–KG  | GK     | P      | M         | GY        | D         | V         | LG–KG     | GK        | P         |
| ----------------------- | ------ | ------ | ------ | ------ | ------ | ------ | ------ | --------- | --------- | --------- | --------- | --------- | --------- | --------- |
| Őszi szezon (1–15.)     | 8      | 5      | 2      | 1      | 14–5   | +9     | 17     | 7         | 3         | 3         | 1         | 15–12     | +3        | 12        |
| Tavaszi szezon (16–30.) | 7      | 4      | 2      | 1      | 14–7   | +7     | 14     | 8         | 6         | 1         | 1         | 20–11     | +9        | 19        |
| Összesen (1–30.)        | 15     | 9      | 4      | 2      | 28–12  | +16    | 31     | 15        | 9         | 4         | 2         | 35–23     | +12       | 31        |

#### Helyezések fordulónként
| Forduló  | 1  | 2 | 3 | 4  | 5 | 6 | 7 | 8  | 9  | 10 | 11 | 12 | 13 | 14 | 15 | 16 | 17 | 18 | 19 | 20 | 21 | 22 | 23 | 24 | 25 | 26 | 27 | 28 | 29 | 30 |
| -------- | -- | - | - | -- | - | - | - | -- | -- | -- | -- | -- | -- | -- | -- | -- | -- | -- | -- | -- | -- | -- | -- | -- | -- | -- | -- | -- | -- | -- |
| Helyszín | O  | I | O | I  | O | I | O | I  | O  | I  | O  | I  | O  | I  | O  | I  | O  | I  | O  | I  | O  | I  | O  | I  | O  | I  | O  | I  | O  | I  |
| Eredmény | GY | D | D | GY | V | D | D | D  | GY | V  | GY | GY | GY | GY | GY | GY | GY | GY | GY | V  | D  | D  | GY | GY | V  | GY | D  | GY | GY | GY |
| Helyezés | 1  | 5 | 5 | 5  | 6 | 7 | 9 | 10 | 4  | 7  | 5  | 5  | 4  | 3  | 3  | 3  | 3  | 3  | 3  | 3  | 3  | 3  | 3  | 3  | 3  | 3  | 3  | 3  | 3  | 3  |

Helyszín: O = Otthon; I = Idegenben. Eredmény: GY = Győzelem; D = Döntetlen; V = Vereség.

#### Dobogós gólszerzők
A táblázatban csak a bajnokságban szerzett gólok vannak feltüntetve.
| Név            | Gól |
| -------------- | --- |
| Edouard Ndjodo | 14  |
| Lipcsei Péter  | 12  |
| Paul Shaw      | 8   |

### Magyar kupa
| 2. forduló 2007. augusztus 23. 17:30 |

| Törökbálinti TC                   | 0 – 6               | Ferencváros                                 |
| --------------------------------- | ------------------- | ------------------------------------------- |
| Bábik 26' Danczák 36' Hegedűs 56' | (0 – 3) Jegyzőkönyv | Vincze 14' 16' 80' Zsivóczky 53' Bartha 70' |

| Budaörs Nézőszám: 1 500 Játékvezető: Kovács Gábor (magyar) |

| 3. forduló 2007. augusztus 28. 18:00 |

| Ferencváros           | 0 – 0               | Paksi FC   |
| --------------------- | ------------------- | ---------- |
| Lipcsei 30' Rédei 58' | (0 – 0) Jegyzőkönyv | Tamási 62' |

| Üllői út, Budapest Nézőszám: 800 Játékvezető: Bede Ferenc (magyar) |

- Az alsóbb osztályú csapat (Ferencváros) jutott tovább.

| 4. forduló 2007. szeptember 26. 18:00 |

| FC Felcsút                                   | 0 – 1               | Ferencváros                            |
| -------------------------------------------- | ------------------- | -------------------------------------- |
| Venczel 48' Török 61' Makrai 64' Weitner 67' | (0 – 1) Jegyzőkönyv | Ndjodo 34' Nagy 17' Fitos 38' Deme 86' |

| Felcsút Nézőszám: 1 000 Játékvezető: Kassai Viktor (magyar) |

| 5. forduló 2007. október 24. 18:00 |

| Ferencváros                          | 2 – 2               | Kaposvári Rákóczi                               |
| ------------------------------------ | ------------------- | ----------------------------------------------- |
| Bartha 14' Dragóner 62' 27' Deme 42' | (1 – 2) Jegyzőkönyv | André Alves 39' Zahorecz 45' 45′ Vasiljević 61' |

| Üllői út, Budapest Játékvezető: Solymosi Péter (magyar) |

| 6. forduló 2007. november 7. 18:00 |

| Kaposvári Rákóczi       | 2 – 1               | Ferencváros                                 |
| ----------------------- | ------------------- | ------------------------------------------- |
| Oláh 30' 38' Maróti 73' | (2 – 0) Jegyzőkönyv | Fitos 48' Mátyus 36' Vasas 43' Dragóner 90′ |

| Rákóczi Stadion, Kaposvár Játékvezető: Arany Tamás (magyar) |

## Külső hivatkozások
- A csapat hivatalos honlapja (magyarul)
- A 2007–08-as szezon menetrendje a tempofradi.hu-n (magyarul)
- A Magyar Labdarúgó Szövetség honlapja, adatbankja (magyarul)
- Tudósítások az NSO.hu-n a Ferencvárosi TC 2007–2008-as mérkőzéseiről (magyarul)